# Rector mayor de la Congregación Salesiana
El rector mayor de la Congregación Salesiana es el título oficial del máximo superior de dicha congregación religiosa católica y de la Familia Salesiana en sentido más amplio. El primer rector mayor de los salesianos fue Don Bosco, considerado como tal desde 1874, año en el cual se aprobaron las Constituciones Salesianas, hasta el año de su deceso en 1888. Desde entonces los Salesianos han elegido en sus Asambleas generales, conocidas como Capítulos, a once sucesores de Don Bosco siendo el primero Miguel Rúa (R.M. 1888 - 1910) y el actual Fabbio Attard (R.M. desde el 25 de marzo de 2025). Siguiendo la tradición italiana de anteceder al nombre del sacerdote la palabra Don ("Padre"), los salesianos tienen la costumbre de anteceder dicha palabra al nombre de sus rectores mayores (Don Rua, Don Albera, Don Chávez). En la actualidad el rector mayor de los salesianos es elegido cada seis años y puede ser reiterado para un siguiente sexenio. Hasta el presente casi todos los rectores mayores han fallecido ejerciendo el cargo con la excepción de Renato Ziggiotti (R.M. entre 1952 y 1965, fallecido en 1983), Luis Ricceri (R.M. entre 1965 y 1977, fallecido en 1989) , Pascual Chávez, 2002 - 2014 (8 años) que aún vive y  Ángel Fernández Artime. ( 2014-2025) también vivo.  Aunque el R.M. es considerado la máxima figura de la Congregación, esta establece como a máximo superior al Papa. El nombre "rector mayor" es un título original de los salesianos y corresponde a lo que en otras comunidades de religiosos es conocido como superior general.

## Elección del rector mayor
La elección del rector mayor está en manos de una Asamblea Mundial de los Salesianos que se realiza normalmente en la Casa General en Roma, llamada Capítulo General. En dicha Asamblea, aprobada por la Iglesia Católica, los salesianos eligen representantes a partir de los llamados Capítulos Inspectoriales y en la misma participan los provinciales (llamados en dicha Congregación "inspectores"), otros superiores generales y delegados de la Familia Salesiana. El rector mayor es elegido al final del Capítulo de manera democrática.
Un rector mayor de los salesianos ocupa el cargo por espacio de seis años y puede ser reelegido de manera consecutiva solo una vez. Un rector mayor no puede renunciar a su cargo sin la autorización del papa, debe ser un sacerdote salesiano, que tenga por lo menos diez años de votos perpetuos y que haya demostrado idoneidad para el cargo.

## Funciones del rector mayor
El rector mayor de los Salesianos tiene por tareas el gobierno de la Congregación Salesiana, la promoción de la unidad de acción apostólica, la fidelidad al carisma salesiano y a la Iglesia y la autoridad sobre toda la Congregación. Un rector mayor debe trabajar en comunión con el Consejo General de los Salesianos, la otra instancia de máxima autoridad de dicha Congregación. 

## Títulos
El rector mayor tiene los siguientes títulos:
1. Sucesor de Don Bosco: El de mayor compromiso, que lo pone al centro mismo del Carisma Salesiano y de la Espiritualidad del Santo y Educador de Turín.
2. Padre y centro de unidad de la Familia Salesiana: De manera más amplia y aunque cada grupo de la Familia Salesiana tiene su autonomía, el R.M. posee este título como Padre que anima la unidad en la Espiritualidad de Don Bosco para todos los miembros de la gran Familia Espiritual.
3. Gran canciller de la Universidad Pontificia Salesiana.

## Los Rectores Mayores
Hasta el presente han pasado once rectores mayores que incluyen a Don Bosco. De estos, solo dos han sido declarados beatos por la Iglesia Católica: Miguel Rúa y Felipe Rinaldi. Ninguno de los rectores mayores, con excepción de Don Bosco, ha sido aún canonizado por la Iglesia. Los tres primeros después de Don Bosco lo conocieron personalmente: Miguel Rua (quien fuera su mano derecha), Pablo Albera (llamado el "Pequeño Don Bosco" y que aparece en una fotografía histórica como uno de los niños del Oratorio en confesión con el Santo) y Felipe Rinaldi (distinguido como el más fiel imitador de Don Bosco). Don Renato Ziggiotti (R.M. 1952 - 1965) fue el primer R.M. en hacer una visita personal a todas las casas salesianas en el mundo en un tiempo de difícil acceso a las comunicaciones, guerras y dificultades en el transporte (en la actualidad y gracias al desarrollo de las comunicaciones y el transporte, fue ya sobrepasado por Don Pascual Chávez, pero se tiene en cuenta la distancia de épocas). Su hazaña estaba inspirada en el sueño de llevar la presencia de Don Bosco a todos los salesianos y alumnos del mundo y de ello se guarda un precioso material fotográfico. Los dos rectores mayores que más han durado en el cargo han sido en orden Don Miguel Rua (22 años) y Don Egidio Viganò (18 años entre 1977 y 1995. El rector mayor que menos ha durado en el cargo fue Don Juan Edmundo Vecchi (seis años entre 1995 y 2002, sexenio que terminó enfermo y falleció. Este último fue además el primer salesiano no italiano elegido para el cargo, aunque era descendiente de emigrantes italianos en Argentina. Con Don Pascual Chávez y Don Ángel Fernández Artime, son los tres únicos salesianos no italianos de la lista de rectores mayores. Los tres rectores mayores que más cercanos han estado de un Papa son Don Bosco, quien era amigo, confidente y confesor de Pío IX, Don Egidio Viganò quien fue confesor de Juan Pablo II y Don Ángel Fernández quien conoció al papa Francisco en Argentina cuando este era arzobispo de Buenos Aires y Don Ángel era Provincial de Argentina Sur.
La siguiente es la lista de sucesión de los Rectores Mayores y su periodo de gobierno:
1. San Juan Bosco, 1874 - 1888 (14 años).
2. Beato Miguel Rua, 1888 - 1910 (22 años).
3. Pablo Albera, 1910 - 1921 (11 años).
4. Beato Felipe Rinaldi, 1922 - 1931 (9 años).
5. Pedro Ricaldone, 1932 - 1951 (19 años).
6. Renato Ziggiotti, 1952 - 1965 (13 años).
7. Luis Ricceri, 1965 - 1977 (12 años).
8. Egidio Viganò, 1977-1995 (18 años).
9. Juan Edmundo Vecchi, 1995-2002 (6 años).
10. Pascual Chávez, 2002-2014 (12 años).
11. Cardenal Ángel Fernández Artime, 2014-2025 (11 años).
12. Fabio Attard, 2025-presente